# Hora de infidentes
Hora de Infidentes fue un programa periodístico del Departamento de Prensa de Canal 13 de Chile, conducido en un principio por los periodistas Nicolás Vergara, Mauricio Hofmann y Antonio Quinteros, en su temporada 2005, Hofmann y Quinteros fueron acompañados por la periodista Macarena Puigrredón y en las temporadas 2006, 2007 y 2008, sólo estuvieron presentes Quinteros y Puigrredón.
En Hora de Infidentes, los periodistas interpelaban a un personaje político chileno, en especial a aquellos que hayan hecho noticia durante la última semana antes de la emisión del programa. A él han llegado personajes como Andrés Allamand, Sebastián Piñera, Eduardo Frei Ruiz-Tagle, Aucán Huilcamán y Soledad Alvear, entre otros. En el último capítulo de la temporada 2008 (emitido el martes 6 de mayo de ese año), el entrevistado fue el entonces secretario general de la OEA, José Miguel Insulza.
Su última temporada que ha sido transmitida es la correspondiente al año 2008, que se transmitió los días martes, entre las 23:30 y las 00:00 horas, luego del programa Doctor Vidal, cirugías que curan.
- Datos: Q5901760